# Peristedion greyae
Peristedion greyae är en fiskart som beskrevs av Miller, 1967. Peristedion greyae ingår i släktet Peristedion och familjen Peristediidae. Inga underarter finns listade i Catalogue of Life.